# Thomas Affleck
Thomas Affleck (Aberdeen, 1740 – Filadelfia, 1795) è stato un ebanista statunitense.

## Biografia

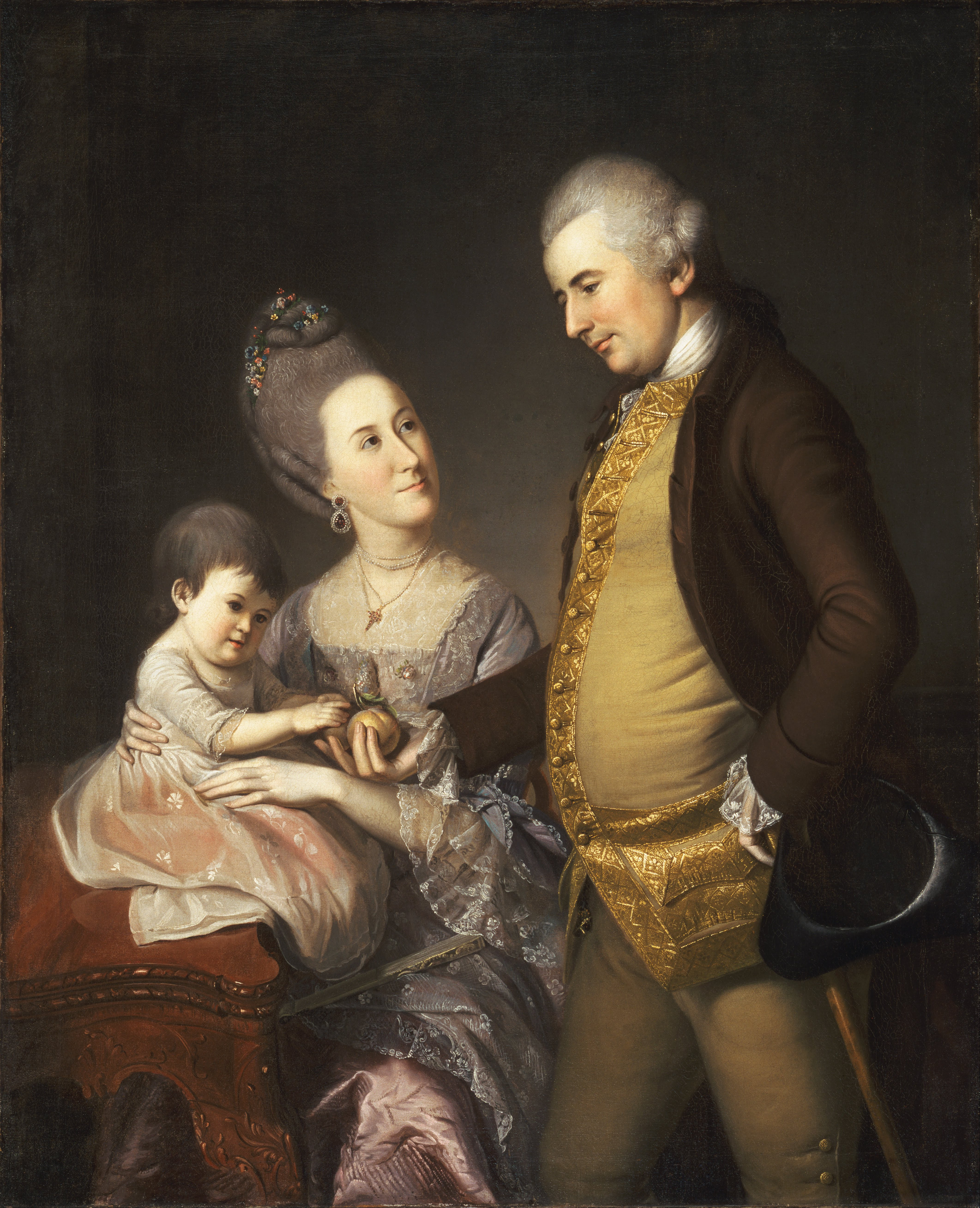
Ritratto di John e Elizabeth Lloyd Cadwalader e della loro figlia Anne, seduta su un mobile realizzato da Affleck, Philadelphia Museum of Art

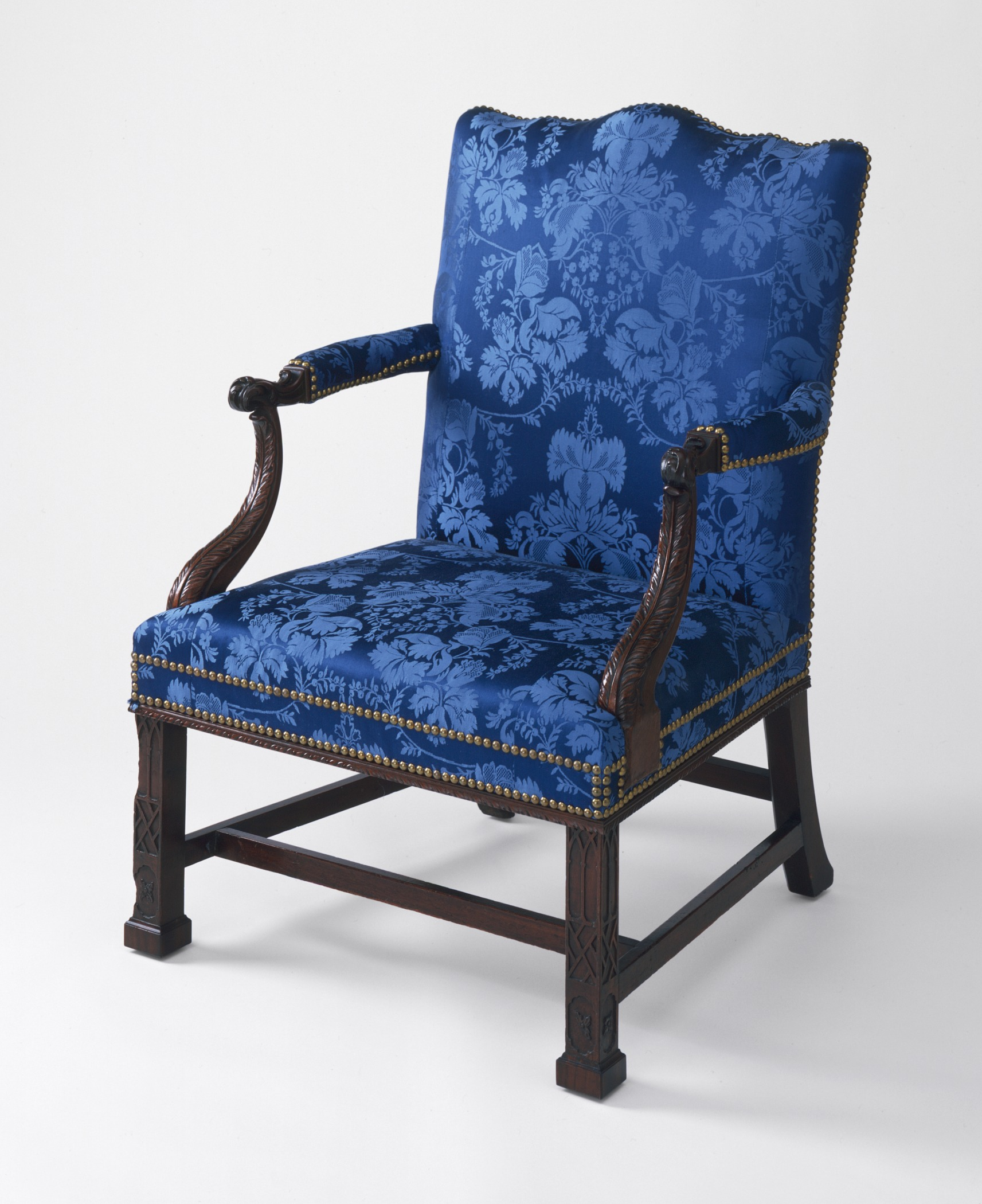
Poltrona attribuita ad Affleck, 1770, Los Angeles County Museum of Art

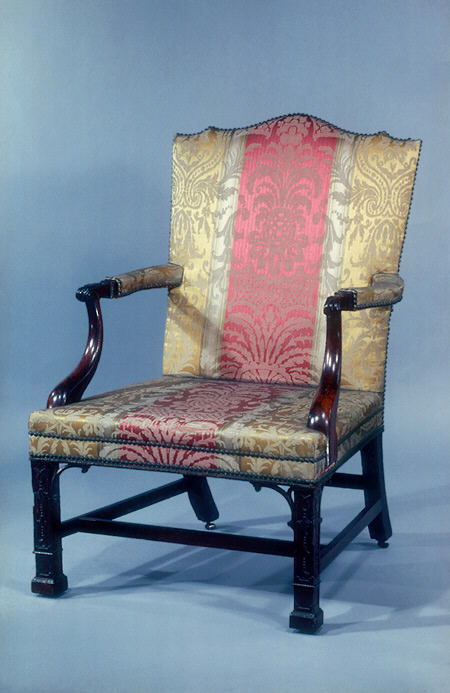
Poltrona, 1770, Metropolitan Museum of Art

Thomas Affleck nacque ad Aberdeen nel 1740.
Fu uno dei più importanti ebanisti della storia americana,
apprezzato tra gli artigiani di Filadelfia che lavoravano in stile Chippendale durante il XVIII secolo, noto soprattutto per le forme elaborate incise prodotte dalla sua bottega.
Affleck si formò a Londra, dove fece l'apprendista, successivamente si stabilì a Filadelfia nel 1763, avviando con successo una bottega nella Second Street,producendo tavoli, sedie, divani e mobili per il governatore John Penn e altri importanti cittadini di Filadelfia.
Una volta giunto in America, avendo già maturato una certa esperienza stilistica in Inghilterra, aderì ad una corrente diffusa già nel 1760 grazie al Gentlemen and Cabinet Maker's Director di Chippendal, le cui tavole, ispirate ai modelli di Luigi XV, fecero scoprire agli americani un gusto innovativo.
Però Affleck, e assieme a lui anche altri ebanisti come William Savery e John Folwell, accolse alcune direttive del movimento del Director riguardanti le linee del mobile, ma non la tendenza alle decorazioni abbondanti.
Grazie a questa innovazione originale e personale, Affleck realizzò mobili di grande qualità, tra i quali alcuni highboys, cassettoni in due corpi su gambe alte.
Affleck era un quacchero, anche se nel 1771 sposò una donna non quacchera, Isabella Gordon, oltre che un lealista e come tale non sarebbe stato coinvolto nella Rivoluzione americana (1775-1783). Fu arrestato come Tory nel 1777 e bandito in Virginia per più di sette mesi.
Comunque, proseguì con successo la sua attività, ricevendo importanti commissioni.
Suo figlio, Lewis G. Affleck, non fu in grado di mantenere gli affari dopo la morte del padre.
Opere attribuite a Affleck, che mostrano la gamba in stile Marlborough sono conservate nel Philadelphia Museum of Art; il Boston Museum of Fine Arts; e il Metropolitan Museum of Art, New York.

## Opere
- Tavolo da gioco (1750-1775, mogano, attribuito ad Affleck), Museum of Fine Arts, Boston;[6]
- Sedia laterale (1760-1770, in mogano, attribuita ad Affleck), Philadelphia Museum of Art;[7]
- Mobile per abiti (1760-1790, mogano, attribuito ad Affleck), Metropolitan Museum of Art;[8]
- Sedia laterale (1763-1772 circa, in mogano, attribuita ad Affleck), Philadelphia Museum of Art;[9]
- Sedia laterale (1765-1775 circa, mogano, attribuita ad Affleck), Dayton Art Institute, Daytona, Ohio;
- Poltrona Marlborough (1765-1775, mogano, attribuita ad Affleck), Metropolitan Museum of Art;[10]
- Sedia laterale (1765-1780, mogano, forse di Affleck), Mabel Brady Garvan Collection, Yale University Art Gallery;
- Cassettiera (1770 circa, mogano, attribuita ad Affleck), Museo Winterthur, Winterthur, Delaware;[11]
- Cassettiera (1770-1775, mogano, attribuita ad Affleck, scultura attribuita a James Reynolds), Metropolitan Museum of Art;[12]
- Sedia laterale (1770-1775, in mogano, attribuita ad Affleck), Metropolitan Museum of Art;[13]
- Cassettiera (1770-1785, mogano, attribuita ad Affleck), Philadelphia Museum of Art;[14]
- Cassettiera (1775-1780), attribuita ad Affleck, Cliveden, Germantown, Philadelphia;
- Divano con schienale cammello marlborough (1775-1800, mogano, attribuito ad Affleck), Sale di ricevimento diplomatico, Dipartimento di Stato USA, Washington, DC;
- Poltrona del Senato (1790-1793, in mogano, probabilmente realizzata da Affleck), Philadelphia Museum of Art;[15]
- Poltrona della Camera dei rappresentanti (1794, mogano, attribuita ad Affleck), Metropolitan Museum of Art.[16]